# Hans-Felix Piper
Hans-Felix Piper (* 23. Februar 1916 in Kiel; † 9. Mai 2007 in Lübeck) war ein deutscher Augenarzt.

## Leben
Pipers Eltern waren der Physiologe Hans Piper und seine Frau Margarete, eine Tochter von Johann von Mikulicz. Der Vater fiel 1915 als Soldat im Ersten Weltkrieg, bevor sein Sohn auf die Welt kam. Nach dem Abitur an der Kieler Gelehrtenschule diente Piper beim Reichsarbeitsdienst und in der Wehrmacht. Danach studierte er Humanmedizin an der Christian-Albrechts-Universität Kiel, der Universität Hamburg und der Universität Wien. Dort promovierte er 1942 zum Dr. med. Als Truppenarzt wieder bei der Wehrmacht, wurde er 1945 im Deutsch-Sowjetischen Krieg schwer verwundet. Mit einem der letzten Züge vor der Kapitulation der Wehrmacht kam er ins Lazarett Elmshorn. In Kiel geriet er in britische Kriegsgefangenschaft.
Wilhelm Anschütz empfahl seinem Neffen die Augenheilkunde und vermittelte ihn an die Kieler Klinik unter Alois Meesmann (1888–1969). Wie sein gefallener Vater wandte sich Piper der Sinnesphysiologie zu, die in Kiel mit Manfred Monjé stark vertreten war. 1952 habilitierte er sich. Als Oberarzt und Professor blieb er nach dem Tod seines Chefs noch ein Jahr an der Klinik.
Am 1. Mai 1960 trat er seine Chefarztstelle an der neuen Augenklinik der Städtischen Krankenanstalten Wuppertal an. Die Medizinische Akademie zu Lübeck betraute ihn 1966 mit einem Lehrauftrag und berief ihn zum 17. April 1968 als ersten Lehrstuhlinhaber. Von 1979 bis 1981 war er Dekan der Medizinischen Fakultät. Am 1. April 1984 wurde er emeritiert, sein Nachfolger wurde Horst Laqua. Piper überlebte seine Frau um ein Jahr und hinterließ zwei Töchter und zwei Söhne, darunter den Physiologen Hans Michael Piper.

## Ehrenämter
- Vorsitzender der Medizinischen Gesellschaft Lübeck (1968–1972)
- Mitglied der Verkehrskommission der Deutschen Ophthalmologischen Gesellschaft
- Mitglied der medizinhistorischen Julius Hirschberg-Gesellschaft

## Ehrungen
- Ernst-von-Bergmann-Plakette (1975)
- Ehrennadel der Universität zu Lübeck (1996)[2]
- Ehrenmitglied der Bielschowsky-Gesellschaft für Schielforschung